# Euro Truck Simulator 2
Euro Truck Simulator 2 (viết tắt là ETS 2) là một trò chơi mô phỏng lái xe tải do SCS Software phát triển và phát hành cho các hệ điều hành Microsoft Windows, Linux và macOS. Trò chơi được phát hành lần đầu dưới hình thức phát triển mở vào ngày 18 tháng 10 năm 2012. Euro Truck Simulator 2 là phần tiếp nối của Euro Truck Simulator được phát hành vào năm 2008, đồng thời là trò chơi thứ tư trong loạt game Truck Simulator.
Trò chơi có lối chơi phi tuyến tính, được đặt trong bối cảnh ở các nước châu Âu giống như phiên bản tiền nhiệm. Với những dòng xe đầu kéo hoạt động trên một bản đồ châu Âu thu nhỏ, người chơi sẽ cần điều khiển chiếc xe đầu kéo của mình (có thể sử dụng xe thuê nếu như chưa sở hữu xe riêng) để nhận hàng từ nhiều địa điểm khác nhau và vận chuyến tới nơi giao hàng. Khi đã trải qua một khoảng thời gian trải nghiệm, người chơi có thể mua thêm xe, mở rộng mạng lưới kho bãi, thậm chí còn có thể thuê thêm tài xế khác về làm việc.
Vào tháng 8 năm 2023, SCS Software thông báo rằng họ sẽ phát triển một phiên bản thế hệ mới của công cụ phát triên trò chơi Prism3D hiện tại, nhằm mang lại những cải tiến về đồ họa và hiệu suất cho phiên bản máy tính, đồng thời chuẩn bị cho việc phát hành phiên bản console của trò chơi trên hai hệ máy Xbox Series X/S và PlayStation 5 trong tương lai.
Trò chơi đã bán được hơn 9 triệu bản tính đến thời điểm tháng 3 năm 2021, theo thông cáo báo chí của Renault Trucks.

## Lối chơi
Euro Truck Simulator 2 là một trò chơi mô phỏng lái xe tải kết hợp với yếu tố mô phỏng kinh doanh. Người chơi có thể điều khiển các mẫu xe đầu kéo khác nhau trên một thế giới mở có bối cảnh được đặt tại châu Âu trong một bản đồ có tỷ lệ 19:1, thực hiện việc vận chuyển hàng hóa đến địa điểm được chỉ định để nhận tiền thưởng và điểm kinh nghiệm. Hàng hóa cần được giao đến đúng thời hạn và càng ít hư hại càng tốt, nhằm tối đa hóa số tiền và điểm kinh nghiệm nhận được. Trong quá trình chơi, người chơi sẽ phải chi trả cho các chi phí như nhiên liệu, phí đường cao tốc ở một số quốc gia và chi phí bảo trì nếu xe bị hư hỏng.
Khi bắt đầu chơi, người chơi sẽ chọn vị trí trụ sở của mình tại bất kỳ thành phố nào trên bản đồ trò chơi. Ban đầu, người chơi chỉ có thể nhận các công việc tạm thời gọi là "công việc nhanh" – tức là làm tài xế tự do cho các công ty khác, với xe tải được cung cấp sẵn và các chi phí như nhiên liệu cùng phí đường cao tốc đã được chi trả. Khi người chơi tích lũy tiền hoặc vay vốn ngân hàng, họ sẽ có thể mua xe tải riêng, mở rộng thêm nhà để xe, thuê các tài xế NPC và bắt đầu nhận những công việc có mức thù lao cao hơn khi sử dụng chính phương tiện của mình thay vì làm tài xế thuê và sử dụng phương tiện của công ty khác.
Số tiền kiếm được trong trò chơi có thể được sử dụng để nâng cấp hoặc mua những chiếc xe đầu kéo mới có thể nâng cấp và tùy chỉnh, sở hữu riêng các biến thể rơ-moóc, thuê tài xế AI/NPC (nhân vật không do người chơi điều khiển) để thực hiện các đơn hàng, mua thêm nhà để xe và mở rộng chúng để chứa được nhiều xe tải và thuê được thêm nhiều tài xế hơn. Kỹ năng của các tài xế mà người chơi thuê cũng sẽ tăng dần theo thời gian và kinh nghiệm. Người chơi có thể xây dựng một đội xe khổng lồ, mỗi xe đều có thể kèm theo rơ-moóc riêng và tài xế riêng điều khiển, từ đó dần dần mở rộng công việc kinh doanh vận tải của bản thân ở mọi nơi tại châu Âu.
Người chơi sẽ nhận được điểm kinh nghiệm sau mỗi lần giao hàng thành công. Sau mỗi lần tăng cấp sẽ nhận được điểm kỹ năng. Sử dụng điểm kỹ năng để mở khóa các đơn hàng đặc biệt, chẳng hạn như: đơn hàng yêu cầu chứng chỉ vận chuyển hàng hóa nguy hiểm (ADR) khác nhau, đơn hàng đường dài, hàng hóa có giá trị cao, hàng dễ vỡ và đơn hàng yêu cầu kỹ năng lái xe tiết kiệm nhiên liệu. Càng đi sâu theo tiến trình của trò chơi, người chơi  có thể nhận được những đơn hàng có mức thù lao cao hơn. Phiên bản trò chơi gốc bao gồm 71 thành phố ở mười hai quốc gia, hơn hai mươi loại hàng hóa và mười lăm công ty hư cấu khác nhau của châu Âu.
Trò chơi cũng có tính năng "Radio", cho phép người chơi phát các tệp MP3 và file OGG. Nó cũng cho phép người chơi nghe radio Internet.
Trò chơi bao gồm hai công ty xe tải mới, Scania và Renault, với MAN trở về từ trò chơi gốc. Ban đầu, xe tải DAF, Iveco, Mercedes-Benz và Volvo không được cấp phép chính thức và đã đổi tên thành DAV, Ivedo, Majestic và Valiant. Các bản cập nhật sau này bao gồm nhãn hiệu chính thức cho DAF XF, Volvo FH, Iveco Stralis, Scania Streamline và Mercedes-Benz Actros. Năm 2017, Scania S và R mới đã được giới thiệu. MAN TGX Euro 6 đã được thêm vào như một phương tiện có thể chơi được vào ngày 8 tháng 2 năm 2019, tiếp theo là chiếc Renault T vào ngày 26 tháng 9 năm 2019, với sự hợp tác chặt chẽ với Renault Truck SCS đã cho phát hành thế hệ tiếp theo của Range T là Range T Evolution (4/2021) và sau hơn 9 năm phát hành ETS2 thì lần này SCS đã thêm vào chiếc xe hoàn toàn mới hãng DAF với dòng XG VÀ XG+ (6/2021) nâng lên 4 hãng được SCS update gồm Man Euro6, Scania S, Renault Range T & Range T Evolution, DAF XG & XG+.

## Phát triển
Ban đầu được phát hành cho Windows và có sẵn để mua và tải xuống thông qua trang web riêng của SCS, trò chơi cuối cùng sẽ được thêm vào Steam vào tháng 1 năm 2013. Mở rộng ra ngoài phiên bản Windows, SCS đã thông báo vào tháng 3 năm 2013 rằng họ đang phát triển phiên bản Mac của trò chơi. Một tháng sau, họ phát hành phiên bản Linux beta của trò chơi cho công chúng thông qua Steam. Vào ngày 27 tháng 2, họ tuyên bố "cổng Mac OS của ETS 2 đang mất nhiều thời gian hơn bất kỳ ai muốn, nhưng tin tưởng chúng tôi, chúng tôi vẫn đang làm việc chăm chỉ về nó." Cuối cùng, vào ngày 19 tháng 12 năm 2014, họ đã thông báo trên blog của họ rằng phiên bản OS X của trò chơi đã sẵn sàng cho phiên bản beta công khai có sẵn trên Steam. Vào ngày 21 tháng 1 năm 2015, phiên bản 64-bit của Euro Truck Simulator 2 đã được phát hành, cho phép trò chơi sử dụng nhiều bộ nhớ hơn.
Vào tháng 7 năm 2013, một bản cập nhật lớn đã được phát hành, khắc phục các trục trặc đồ họa khác nhau, cải thiện các trạm thu phí và bao gồm khả năng tắt bộ giới hạn tốc độ của xe tải từ trong các tùy chọn chơi trò chơi.
Vào tháng 10 năm 2013, SCS đã công bố hỗ trợ cho kính thực tế ảo Oculus Rift đã có sẵn trong bản cập nhật beta 1.9 được phát hành vào tháng 3 năm 2014.
Vào tháng 5 năm 2014, ETS 2 đã được cập nhật bản beta với bản vá 1.10. Vào tháng 7 năm 2014, ETS 2 đã phát hành bản beta mở của bản vá 1.11 trên Steam. Bản vá đầy đủ chứa 3 thành phố mới ở Áo và Ý, cùng với bố cục và giao diện người dùng được cải thiện, cách điều chỉnh chỗ ngồi trong cabin và một tính năng cho phép bạn bán / giao dịch nhà để xe của mình. Vào tháng 1 năm 2015, ETS 2 đã được cập nhật với sự hỗ trợ cho 64 bit và được phát hành chính thức cho OS X. Vào ngày 8 tháng 9 năm 2015, Blog SCS đã thông báo hoàn thành 5 năm blog của họ cũng như tính năng sắp tới trong v1.21 (Phụ kiện trong cabin (DLC)).
Vào tháng 2 năm 2019, SCS đã phát hành Bản cập nhật 1.34 cho ETS 2, bổ sung một chiếc xe tải hoàn toàn mới, MAN TGX Euro 6 và nhiều bản sửa lỗi.
Vào tháng 6 năm 2019, SCS đã phát hành Bản cập nhật 1.35 cho ETS 2, bổ sung thêm nhiều tính năng như điều hướng bằng giọng nói GPS, Hỗ trợ thử nghiệm DirectX 11, hỗ trợ Razer Chroma và các thay đổi bản đồ khác nhau trên khắp châu Âu, với những thay đổi chủ yếu xảy ra ở Đức cho hệ thống Autobahn.
Vào tháng 12 năm 2019, SCS đã phát hành Bản cập nhật 1.36 cho ETS 2, bổ sung Corsica cho DLC Vive la France, hỗ trợ đầy đủ DX11, Detours, tiếng Trung và các đầu vào ký tự không phải các tiếng Latinh khác (IME), cải tiến Khử răng cưa và nhiều hơn thế nữa.
Vào tháng 5 năm 2020, SCS đã phát hành bản cập nhật 1.37 cho ETS 2, làm lại 4 thanh phố của Pháp, bổ sung thêm Rơ moóc bể chứa thực phẩm, bổ sung tính năng mở cửa kính ở cửa xe (ở tất cả các xe) và một vài tính năng khác.
Vào tháng 7 năm 2020, SCS đã phát hành bản cập nhật 1.38 cho ETS 2, làm lại Lille, thêm các tuyến giao thông đặc biệt trong Road to the Black Sea, bổ sung thêm một số tính năng dành cho xe tải, cải thiện một số tính năng, cập nhật lên FMOD 2.01.01 và một số tính năng khác.
Vào tháng 11 năm 2020, SCS đã phát hành bản cập nhật 1.39 cho ETS 2, làm lại giao diện người chơi, thêm rơ-mooc siêu trường siêu trọng (Lowboy & low-bed trailers), thiết kế lại thành phố Calais, Pháp, cập nhật xe mới cho AI, cải thiện âm thanh và một số tính năng về phanh ly hợp, v.v...
Vào tháng 3 năm 2021, SCS đã phát hành Bản cập nhật 1.40 cho ETS 2, cập nhật lớn đồ họa về hệ thống ánh sáng (Visual Lighting System), thiết kế lại Liên bang Đức và cập nhật thêm thành phố cho DLC Vive la France! (Lacq, Bayonne) và Toulouse,Bordeaux sẽ được cập nhật miễn phí sau khi phát hành DLC Iberia, thêm màu sơn Super Stripes, ra mắt DLC Iberia (4/2021), bổ sung thêm xe tải Renault T-High Evolution (4/2021) và DAF XG & XG+(6/2021).
Vào tháng 7 năm 2021, SCS đã phát hành Bản cập nhật 1.41 cho ETS 2, cập nhật chế độ chơi online trong game (Convoy Multiplayer), thêm đường A24 vào DLC Iberia kết nối với đường A7 và A25 đi qua một vùng của Bồ Đào Nha, cập nhật mode thời tiết và thời gian cho chụp hình, làm mới icon bản đồ, tính năng di chuyển nhanh giữa các thành phố.
Vào tháng 10 năm 2021, SCS đã phát hành Bản cập nhật 1.42 cho ETS 2, đây là bản cập nhật chủ yếu update về chế độ multiplayer như hỗ trợ MOD, v.v... Ngoài ra còn sửa bug, lỗi trong game.
Vào tháng 12 năm 2021, SCS đã phát hành Bản cập nhật 1.43 cho ETS 2, làm lại thành phố Lyon, thêm phiên bản MAN EfficientLine 3, cập nhật lại tiền thu phí tại các trạm trên toàn Châu Âu, có điểm "viewpoints" là nơi xem phong cảnh, địa danh nổi tiếng của mỗi DLC, thêm con đường mới tại Iberia DLC, một số tuyến đường chuyên chở hàng hóa đặc biệt được cho vào bản 1.43 này; ta có thể mua, sở hữu và tùy chỉnh theo sở thích "Dumper Trailers" ( gọi là mooc ben ), 1 số thứ khác cũng được update ( hình ảnh chờ, phông chữ, icon filters, tính năng hỗ trợ điều khiển ), cải thiện âm thanh nội thất.
Vào tháng 5 năm 2022, SCS đã phát hành bản cập nhật 1.44 cho ETS 2, làm lại Cộng hòa Áo, làm mới logo công ty vận tải trong game, hoàn trả các thay đổi xe của mod (Mod Refund Feature), 4 biểu tượng mới để đại diện cho loại phụ kiện, hệ thống số dặm chính xác, đường ẩn, nâng cấp phản hồi lực, hộp số thông minh, cơ chế khóa ngang camera nội thất, tính năng nâng/hạ gầm xe, ngoài ra còn cập nhật nhỏ như thêm biến bảo trạm thu phí ở Italia DLC, nâng cấp nội/ngoại thất Renault T, v.v...
Bản 1.45 được phát hành vào ngày 28 tháng 5 năm 2022, làm lại Hannover, có thể mua và sở hữu mooc bồn chuyên dụng, cập nhật Krone Trailers Pack DLC, cảm biến gạt mưa tự động, v.v...

## Xe tải
| - XF 105 - XF Euro 6\|New XF 2022 - XG & XG+ 2021 - Stralis - Stralis Hi-Way - TGX - TGX Euro 6\Efficient Line 3 2019 - Actros - New Actros | - Premium - Magnum - Range T - Range T Evolution - Scania PRT-range - Scania R 2009 - Scania Streamline (R 2014) - Scania R Gen 2 (2016) - Scania S 2016 - FH16 Classic - FH |

## Nội dung có thể tải xuống

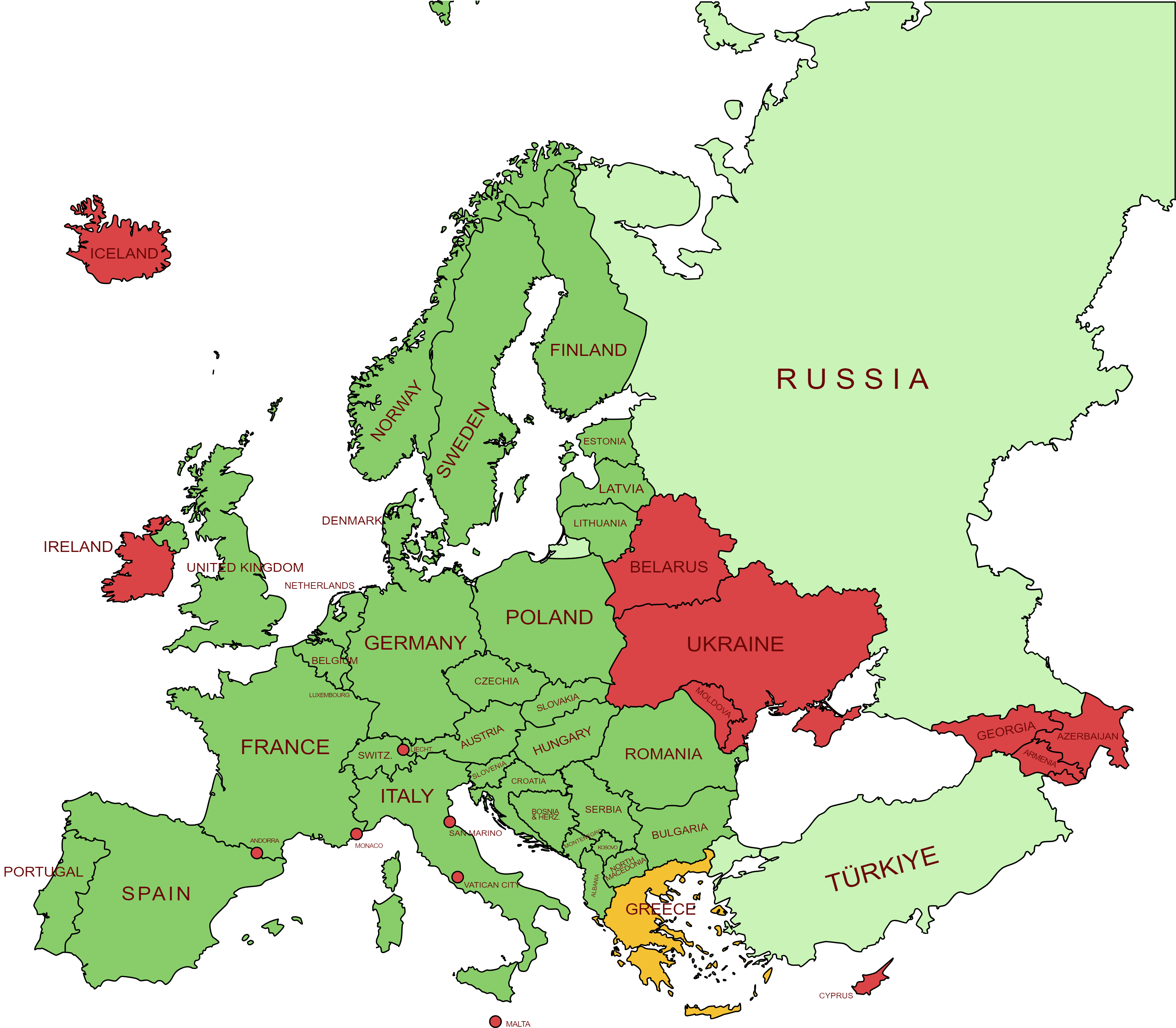
Bản đồ Châu Âu thể hiện các quốc gia có trong trò chơi. (Các bản đồ cơ bản và DLC bao gồm Kaliningrad Oblast cũng như Saint Petersburg và một phần của Leningrad Oblast và Pskov Oblast ở Nga, một phần của Thổ Nhĩ Kỳ ở phía tây Bosphorus, không bao gồm Bắc Ireland ở Vương quốc Anh và cũng loại trừ các phần phía bắc của Na Uy, Thụy Điển và Phần Lan kể từ v1.48.5.)
Có sẵn
Đang phát triển
Chưa có sẵn

### Gói mở rộng bản đồ
Euro Truck Simulator 2 cung cấp một số gói mở rộng bản đồ cơ sở DLC. Dưới đây là danh sách các gói mở rộng chính được cung cấp bởi các nhà phát triển. 
| Tên                   | Ngày phát hành            | Sự miêu tả |
| --------------------- | ------------------------- | --- |
| Going East            | Ngày 20 tháng 9 năm 2013  | Vào tháng 1 năm 2013, SCS Software đã công bố gói nội dung có thể tải xuống (DLC) - Đi về hướng Đông!, mở rộng bản đồ trò chơi sang Đông Âu. DLC đã giới thiệu mười ba thành phố mới trên khắp Ba Lan, Slovakia, Cộng hòa Séc và Hungary và được phát hành vào ngày 20 tháng 9 năm 2013. Vào tháng 7 năm 2015 (phiên bản 1.19), Hungary đã có thêm 2 thành phố: Pécs và Szeged cùng với một số con đường ở Áo và Hungary.                                    |
| Scandinavia           | Ngày 7 tháng 5 năm 2015   | Vào ngày 7 tháng 5 năm 2015 SCS đã phát hành một DLC thứ hai tương tự như Đi về hướng Đông!, được gọi là Scandinavia. Nó có phần mở rộng bản đồ đến Scandinavia và có Đan Mạch, Na Uy và Thụy Điển. DLC cũng chứa hai loại rơ moóc mới: rơ moóc gia súc và rơ moóc để vận chuyển xe tải. Cái sau có thể được chọn tại các nhà máy của Volvo Trucks và Scania ở Thụy Điển, đã được tái tạo trong trò chơi.                                                    |
| Vive la France!       | Ngày 5 tháng 12 năm 2016  | Năm 2016, SCS Software đã chính thức công bố một DLC mới có tên Vive la France!. Nó thêm 15 thành phố mới từ Pháp, 20,000 kilômét (12,427 mi) của những con đường mới, những địa danh nổi tiếng, thảm thực vật được tăng cường, hàng hóa mới để chuyên chở, các ngành công nghiệp mới và các công ty mới. Nó được phát hành vào ngày 5 tháng 12 năm 2016. Đảo Corsica sẽ nhận được bản mở rộng miễn phí như là một phần của bản cập nhật 1.36 trong năm nay. |
| Italia                | Ngày 5 tháng 12 năm 2017  | Vào ngày 11 tháng 8 năm 2017, SCS đã công bố Italia DLC, được phát hành vào ngày 5 tháng 12 năm 2017. Nó mở rộng trò chơi sang lục địa Ý và Sicily, và các thành phố phía bắc Ý có trong trò chơi cơ bản đã nhận được bản nâng cấp. Sardinia đã được thêm vào trong bản cập nhật 1.35 dưới dạng bổ sung miễn phí gói mở rộng. DLC đã được phát hành đúng một năm sau DLC trước đó của SCS.                                                                   |
| Beyond The Baltic Sea | Ngày 29 tháng 11 năm 2018 | DLC ngoài biển Baltic đã được SCS Software công bố vào ngày 2 tháng 3 năm 2018, bao gồm các quốc gia trong vùng Baltics và các khu vực lân cận phía nam Phần Lan và phía tây nước Nga (cùng với Kaliningrad Oblast). Các gói bao gồm các trạm kiểm soát biên giới ở Nga. Nó được phát hành vào ngày 29 tháng 11 năm 2018. |
| Road to the Black Sea | Ngày 5 tháng 12 năm 2019  | Vào ngày 18 tháng 3, 2019, SCS Software đã phát hành một video trêu ghẹo thông báo về việc phát triển một gói mở rộng khác sẽ có sự góp mặt của Romania, Bulgaria và một phần châu Âu của Thổ Nhĩ Kỳ. Nó được phát hành vào ngày 5 tháng 12 năm 2019. |
| Iberia                | Ngày 9 tháng 4 năm 2021   | Một gói mở rộng sắp tới cho Euro Truck Simulator 2 từ trang cửa hàng hiển thị bản đồ tiếp theo được thiết lập ở Iberia, bao gồm cả Tây Ban Nha và Bồ Đào Nha. |
| Heart of Russia       | TBA (trì hoãn)            | Một gói mở rộng sắp tới cho Euro Truck Simulator 2 từ trang cửa hàng hiển thị bản đồ tiếp theo thiết lập ở Nga, 1 số địa điểm như Moscow, thượng nguồn sông Volga,....etc. |
| West Balkans          | Ngày 19 tháng 10 năm 2023 | Vào 17/4/2022, SCS đã đăng lên steam blog về sự kiện "Happy Easter Egg Hunt" (săn trứng phục sinh) và trong bài blog có những hình ảnh chứa quả trứng có hình mỗi quốc gia, trùng hợp là những quốc gia đó thuộc phía Tây bán đảo Balkan. Ngày 5/6/2022 SCS tung teaser về DLC này và (dự định) đây là dự án thay thế khi Heart Of Russia bị hoãn vô thời hạn.                                                                                               |

### Paint Jobs.
Một set của bộ sơn vỏ theo chủ đề Halloween đã được phát hành độc quyền trên cửa hàng Steam của Valve vào ngày 24 tháng 10 năm 2013. Vào ngày 10 tháng 12 năm 2013, một loạt các painr jobs theo chủ đề mùa đông  được gọi là Ice Cold đã được phát hành. Những chủ đề này có thể được áp dụng cho bất kỳ xe tải trong trò chơi. Vào ngày 4 tháng 4 năm 2014, SCS Software đã phát hành thêm sáu painr jobs trong gói DLC có tên là "Force of Nature" và tất cả các công việc sơn vẫn chỉ là Steam DLC. Going East! DLC tuy nhiên, là bao gồm cả DLC Steam và Non-Steam. Cuối cùng, trong bản cập nhật 1.10 / 1.11, có 5 sơ đồ sơn mới với cờ Anh, Ailen, Scotland, Mỹ và Canada. Vào ngày 3 tháng 10 năm 2014, SCS Software đã phát hành một số bảng màu dựa trên lá cờ Đức, trước lễ kỷ niệm 24 năm ngày đoàn tụ của Đức. Trong suốt tháng 12 năm 2014 và tháng 1 năm 2015 chỉ trên World of Trucks, có một lớp sơn độc quyền mà nhiều người chơi vẫn gọi là Gói sơn Raven. Nó bao gồm chỉ có hai sơn phong cách Raven (1 màu xanh, 1 vàng), và chỉ được mở khóa nếu bạn giao Giáng moóc khoảng cách tương đối từ Praha, Cộng hòa Séc với Geographic Bắc Cực mà cuối cùng đi xuống 2.760 dặm (4.443   km). Bản DLC của Ravens Paint Pack ban đầu không có sẵn để mua; tuy nhiên vào ngày 6 tháng 3 năm 2017 SCS Software đã phát hành dưới dạng DLC trả phí, với một số nội dung bổ sung, thông qua Steam với giá 1,99 đô la Mỹ.

### High Power Cargo Pack.
Vào ngày 16 tháng 9 năm 2016 SCS đã phát hành gói trailer được cấp phép chính thức đầu tiên cho trò chơi. Gói Trailer Schwarzmüller bổ sung năm Semi-Trailers mô hình mới và nguyên bản của nhạc trưởng bán rơ moóc dựa trên Áo, Schwarzmüller vào trò chơi.

### Cabin Accessories.
Cabin Accessories DLC bổ sung nhiều vật dụng khác nhau để tùy chỉnh cabin của xe tải của bạn, chẳng hạn như biểu ngữ, cờ hiệu, bobblehead, hoa tiêu di động và thậm chí là xúc xắc mờ sẽ phản ứng với chuyển động của cabin. Nó được phát hành vào ngày 30 tháng 9 năm 2015.

### Steam Workshop integration.
Trong phiên bản 1.23 beta, SCS đã tích hợp Steam Workshop của Valve vào trò chơi, cho phép các tác giả mod tải lên các tác phẩm của họ lên trang Xưởng hơi nước Euro Truck Simulator 2. Điều này cho phép người chơi đăng ký một bản mod và Steam sẽ tải xuống và cài đặt nó vào trò chơi của họ. Những mod này bao gồm từ trailer và các công ty cho đến xe tải và gói âm thanh mới. Các tác giả Mod sử dụng một công cụ có tên SCS Workshop Uploader để các mod của họ được xuất bản trên Trang Workshop.

### Heavy Cargo Pack.
Special Transport DLC được phát hành vào ngày 13 tháng 12 năm 2017, bao gồm những hàng hóa thậm chí nặng hơn vượt quá quy định hàng hóa thông thường, với các phương tiện hộ tống sẽ giúp hướng dẫn người chơi giao hàng ở khoảng cách ngắn. Không giống như hàng hóa thông thường và nặng, người chơi không thể dừng ở khu vực nghỉ ngơi, trạm xăng hoặc đi chệch khỏi phương tiện hộ tống.

### Krone Trailer Pack.
Được phát hành vào ngày 18 tháng 9 năm 2018, Gói Trailer Krone là gói trailer được cấp phép thứ hai được thêm vào (chỉ sau Gói Trailer Schwarzmüller), DLC bổ sung thêm 6 đoạn giới thiệu mới và các phụ kiện khác nhau.

### Window Flags.
Được phát hành vào ngày 8 tháng 6 năm 2016, gói  Window Flags là gói phụ kiện cờ các nước trên thế giới (kể cả Việt Nam) treo ở nóc xe.

### Volvo FH, Renault T, Mercedes-benz Actros, DAF XF, Scania Mighty Griffin Tuning Pack.
Là gói mở rộng gắn phụ kiện cho xe tải bao gồm các hãng như Volvo, Scania, DAF, Mercedes, Renault như cản sau, vỏ khung tấm chắn bùn và cũng như phụ kiện nội thất theo xe như, đèn led, vật trang trí taplo,...

### Goodyear Tyres Pack & Michelin Fan Pack & Wheel Tuning Pack.
Được phát hành vào ngày 2 tháng 8 năm 2019 (Goodyear), ngày 11 tháng 6 năm 2017, được cập nhật 8/12/2021 (Michelin) và ngày 13 tháng 4 năm 2016 (wheel tuning) là gói phụ kiện mở rộng lựa chọn lốp xe, mâm xe,..

### HS-Schoch Tuning Pack.
Được phát hành vào ngày 19 tháng 3 năm 2020, gói HS-Schoch Tuning là gói mở rộng phụ kiện cản trước,cản treo đèn,.. của hãng HS-Schoch có trụ sở tại Liên bang Đức, chuyên cung cấp phụ kiện cho xe tải.

### Volvo Construction Equipment.
Được phát hành vào ngày 23 tháng 9 năm 2021, gói chuyên chở thiết bị thi công công trường của Volvo với một số mẫu như A25G (xe ben có khớp nối), SD160B (máy lu), EC220E (máy xúc), EW240E Material Handler, L250H, ngoài ra còn một số hàng hóa như bánh xe, máng xúc cũng được bao gồm trong gói trên. "Volvo là một trong những nhà sản xuất xe lu và máy xúc lật hàng đầu thế giới và là một trong những nhà sản xuất hàng đầu thế giới về thiết bị đào, phát triển máy móc và thiết bị xây dựng nhỏ gọn. Với hơn 180 năm kinh doanh, Volvo CE tiếp tục dẫn đầu trong lĩnh vực của họ cũng như công nghệ và an toàn."

## Sự kiện mang tính nhân văn
Vào ngày 1 tháng 10 năm 2019, SCS đã tung một sự kiện mới nhưng khác so với những sự kiện thông thường là bắt người chơi phải "cày cuốc" để nhận phần thưởng thì sự kiện này chỉ bỏ ra một ít thời gian và hầu bao khoảng 30k (không bắt buộc) và đồng thời khuyến khích mọi người cùng tham gia ETS 2 và ATS để cùng nhau hoàn thành 1 triệu đơn giao hàng (trong game) thì người chơi sẽ nhận được phần thưởng từ sự kiện mà quan trọng nhất là đã đóng góp vào quỹ từ thiện Pink Ribbon,mục đích của sự kiện này là dành tất cả số tiền thu được cho các tổ chức từ thiện nghiên cứu và nâng cao nhận thức về ung thư vú có uy tín dành riêng cho việc chống lại căn bệnh này, hai tổ chức mà SCS đang hướng đến là Breast Cancer Research Foundation (Mỹ) và  Alliance of Women with Breast Cancer (Cộng Hòa Séc), những người được hưởng lợi đầu tiên từ chiến dịch này là người mắc bệnh ở Đức và những người SCS lựa chọn riêng.Ngày 20 tháng 11 năm 2019 là ngày kết thúc chiến dịch, kết quả: hơn 1,2 triệu đơn hàng được giao; hơn 45.000 USD được quyên góp vào quỹ và những bài viết được chia sẽ khắp nơi  trên nhiều nền tảng mạng xã hội khác nhau như Facebook, Instagram, Twitter,....Đây là chiến dịch không chỉ SCS và cộng đồng thực hiện mà còn những hãng xe đối tác của SCS như Renault Trucks, MAN Trucks & Bus, DAF Trucks, Mack Trucks, Scania Group và một số hãng khác cùng chung tay lan tỏa chủ đề này.

## Tiếp nhận
Trò chơi nói chung được các nhà phê bình đón nhận, giữ số điểm 79/100 trên Metacritic, cho thấy "đánh giá chung có lợi".
Trong bài đánh của Deststalloid, Jim Sterling đã ca ngợi khả năng tiếp cận của trò chơi, lưu ý rằng các tính năng GPS và bản đồ dễ sử dụng như thế nào, cũng như tùy chọn truyền phát radio internet châu Âu và vô số tùy chọn điều khiển có sẵn. Ông cũng ca ngợi đồ họa, nói rằng "từ hình dạng của đèn giao thông với bầu không khí của phông nền, có cảm giác cá nhân đến từng lãnh thổ mới mà bạn khám phá và bản thân những chiếc xe tải được tái tạo một cách đáng yêu với mức độ phức tạp chi tiết ", mặc dù anh ta đã chỉ trích AI của các phương tiện khác trên đường.
Trong một đánh giá thuận lợi tương tự, Tim Stone của PC Gamer đã gọi nó là "unexpectedly engrossing (hăng say bất ngờ)", ca ngợi kích thước của bản đồ và sự thay đổi của những con đường và cảnh vật có sẵn. Tuy nhiên, ông đã bảo lưu về tính chính xác của môi trường xung quanh, nhận xét "dường như không ai nói với các thợ thủ công ở nông thôn của SCS rằng nông thôn nước Anh có những thứ màu xanh lá cây dài gọi là hàng rào. Các thành phố thường được mô tả với tốc ký ngắn nhất bằng hình ảnh - một vài nhà kho, cột mốc kỳ lạ nếu bạn may mắn. " 

### Giải thưởng
Rock, Paper, Shotgun: Euro Truck Simulator 2 được liệt kê và xếp thứ chín trong danh sách "25 trò chơi mô phỏng hay nhất từng được tạo ra".
| Năm  | Giải thưởng  | Thể loại | Kết quả   | Tham khảo |
| ---- | ------------ | --- | --------- | --------- |
| 2012 | PC Gamer     | Giải thưởng 'The Sim of the Year 2012' | Đoạt giải | [ 82 ]    |
| 2016 | Steam Awards | Giải thưởng 'Tôi nghĩ trò chơi này thật tuyệt vời trước khi nó giành giải thưởng (The 'I Thought This Game Was Cool Before It Won An Award' Award)' | Đoạt giải | [ 83 ]    |
| 2016 | Steam Awards | Giải thưởng 'Ngồi lại và thư giãn' (The 'Sit Back and Relax' Award)                                                                                 | Đoạt giải | [ 83 ]    |
| 2018 | Steam Awards | Giải thưởng "Thú vị nhất với một chiếc máy" (The "Most Fun with a Machine" Award)                                                                   | Đề cử     | [ 84 ]    |